# IBM RAD6000
La IBM RAD6000 es una placa computadora endurecida contra la radiación, basada en la CPU de IBM RISC Single Chip, que era producida por IBM Federal Systems. IBM Federal Systems fue vendido a Loral, y, a través de adquisición, acabó perteneciendo a Lockheed Martin, la cual actualmente es parte de la filial estadounidense de BAE Systems dentro del grupo operativo BAE Systems Electronics, Intelligence and Support. El chip RAD6000 es mayormente conocido por ser el computador de a bordo de numerosas naves espaciales de la NASA.
El microprocesador RSC original poseía 1.1 millones de transistores. El endurecimiento contra la radiación llevado a cabo para obtener la CPU RAD6000 fue realizado por IBM Federal Systems Division trabajando con el Air Force Researh Laboratory.
Hasta junio de 2008, existían 200 procesadores en el espacio lanzados por misiones de la NASA, el Departamento de Defensa de los Estados Unidos y naves espaciales comerciales, entre los que se encuentran los siguientes ejemplos:
- los rovers enviados a Marte Spirit y Opportunity
- la lander enviada a Marte Mars Pathfinder
- la sonda Deep Space 1
- la Mars Polar Lander y Mars Climate Orbiter
- el orbitador Mars Odyssey
- el Telescopio Espacial Spitzer
- la sonda enviada a Mercurio MESSENGER
- la nave espacial STEREO
- la nave espacial con arquitectura MIDEX IMAGE/ESPLORER 78
- las misiones de recogida de muestras y regreso a la tierra Genesis y Stardust
- la nave Phoenix Mars Polar Lander
- la misión Dawn (sonda espacial) dirigida al cinturón de asteroides empleando propulsión iónica
- el observatorio Solar Dynamics Observatory, lanzado el 11 de febrero de 2010, (misión que contenía tanto RAD6000 como RAD750)[1]
- el procesador de imagen del telescopio de alerta de explosiones gamma a bordo del Swift Gamma-Ray Burst Mission
- la nave Deep Space Climate Observatory

El computador tiene una frecuencia máxima de reloj de 33 MHz y una velocidad de procesamiento de 35 MIPS. Además del propio CPU, el RAD6000 posee una memoria Memoria ECC de 128 MB. El sistema operativo de tiempo real que se emplea típicamente en los RAD6000 de la NASA es VxWorks. Las placas de vuelo en sistemas superiores poseen frecuencias de reloj seleccionables de 2.5, 5, 10 o 20 MHz.
Los procesadores RAD fueron lanzados a su venta al público en 1996. El precio de cada unidad se encuentra entre los 200,000 y 300,000 dólares. 
El sucesor del RAD6000 es el procesador RAD750, basado en el procesador PowerPC 750 de IBM.